# Yanagawa (pel·lícula)
Yanagawa (漫长的告白) és una pel·lícula dramàtica xinesa de 2021 escrita i dirigida pel cineasta coreà-xinès Zhang Lü i les estrelles Ni Ni, Zhang Luyi i Xin Baiqing. Es va projectar com a pel·lícula d'obertura del Festival Internacional de Cinema de Pingyao i convidat a " ICONES" al 26è Festival Internacional de Cinema de Busan el 12 d'octubre de 2021. La pel·lícula va guanyar el màxim premi Golden Cyclo al 28è Vesoul International Film Festival of Asian Cinema. havia estat una estrena en cinemes a la Xina el 12 d'agost de 2022.

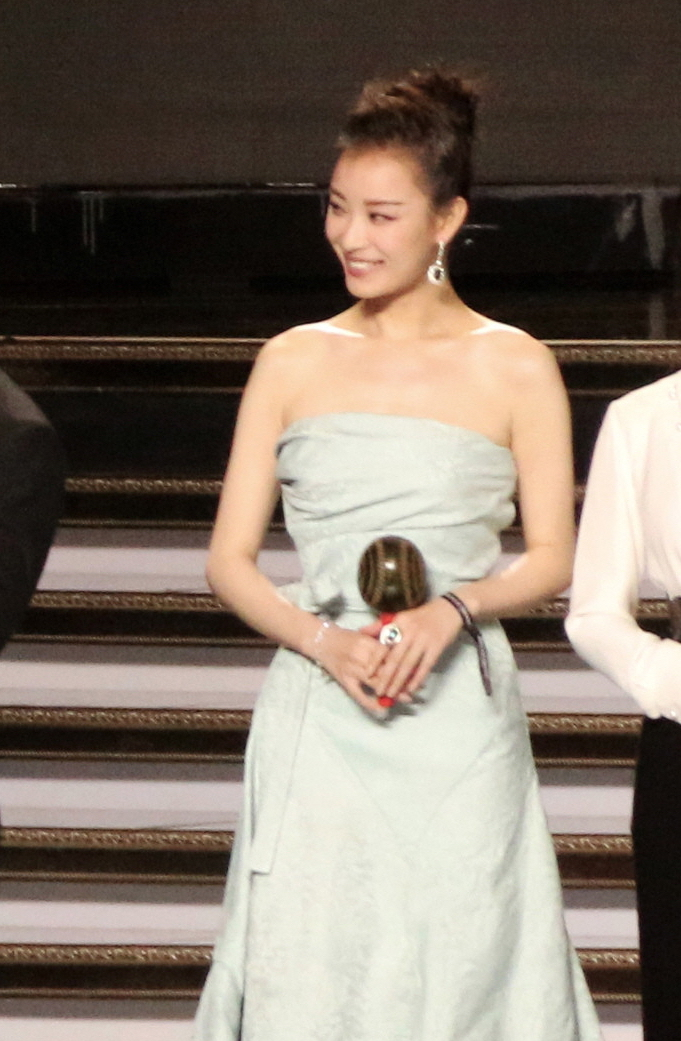
Ni Ni (A Chuan)

## Trama
Li Dong (Zhang Luyi) en la seva joventut havia admirat una vegada una dona anomenada A Chuan (Ni Ni), però un dia la sobtada desaparició d'A Chuan es va convertir en un nus al seu cor que no va poder resoldre per més. més de deu anys. Per tal de resoldre els seus pensaments, Li Dong i el seu germà Li Chun (Xin Baiqing) van anar a Liu Chuan, que té el mateix nom que A Chuan, només per tornar-la a veure. Quan es van tornar a trobar, va sorgir la veritat de moltes històries passades, i Li Dong també sabia el motiu real de la marxa d'A Chuan en aquell moment, però el seu profund amor per A Chuan es trobava en aquesta afectuosa confessió d'anar a la "seva" ciutat natal que s'intensificava. .

## Repartiment
- Ni Ni com A Chuan
- Zhang Luyi com a Li Dong
- Xin Baiqing com a Li Chun
- Ikematsu Sosuke
- Ryoko Nakano com una dona gran a Yanagawa
- Ninon
- Wang Jiajia com a dona de Li Chun
- Nai An

## Premis i nominacions
| Any  | Premi                                                   | Categoria                                  | Receptors   | Resultat  |
| ---- | ------------------------------------------------------- | ------------------------------------------ | ----------- | --------- |
| 2021 | 25è Tallinn Black Nights Film Festival                  | Millor pel·lícula                          | Yanagawa    | Nominat   |
| 2022 | 28th Vesoul International Film Festival of Asian Cinema | Golden Cyclo                               | Yanagawa    | Guanyador |
| 2022 | 26è Festival de Cinema de Changchun                     | Millor música                              | Xiao He     | Nominat   |
| 2022 | 16è Chinese American Film Festival                      | Premi de Cinema Àngel d'Or                 | Yanagawa    | Guanyador |
| 2022 | 16è Chinese American Film Festival                      | Millor guió                                | Zhang Lü    | Guanyador |
| 2022 | 35ns Premis Golden Rooster                              | Millor pel·lícula de baix/mitjà pressupost | Yanagawa    | Guanyador |
| 2022 | 35ns Premis Golden Rooster                              | Millor guió                                | Zhang Lü    | Nominat   |
| 2022 | 35ns Premis Golden Rooster                              | Millor actriu                              | Ni Ni       | Nominat   |
| 2022 | 35ns Premis Golden Rooster                              | Millor actor secundari                     | Xin Baiqing | Guanyador |